# Bischofia javanica
Bischofia javanica är en emblikaväxtart som beskrevs av Carl Ludwig von Blume. Bischofia javanica ingår i släktet Bischofia och familjen emblikaväxter. Inga underarter finns listade i Catalogue of Life.

## Bildgalleri

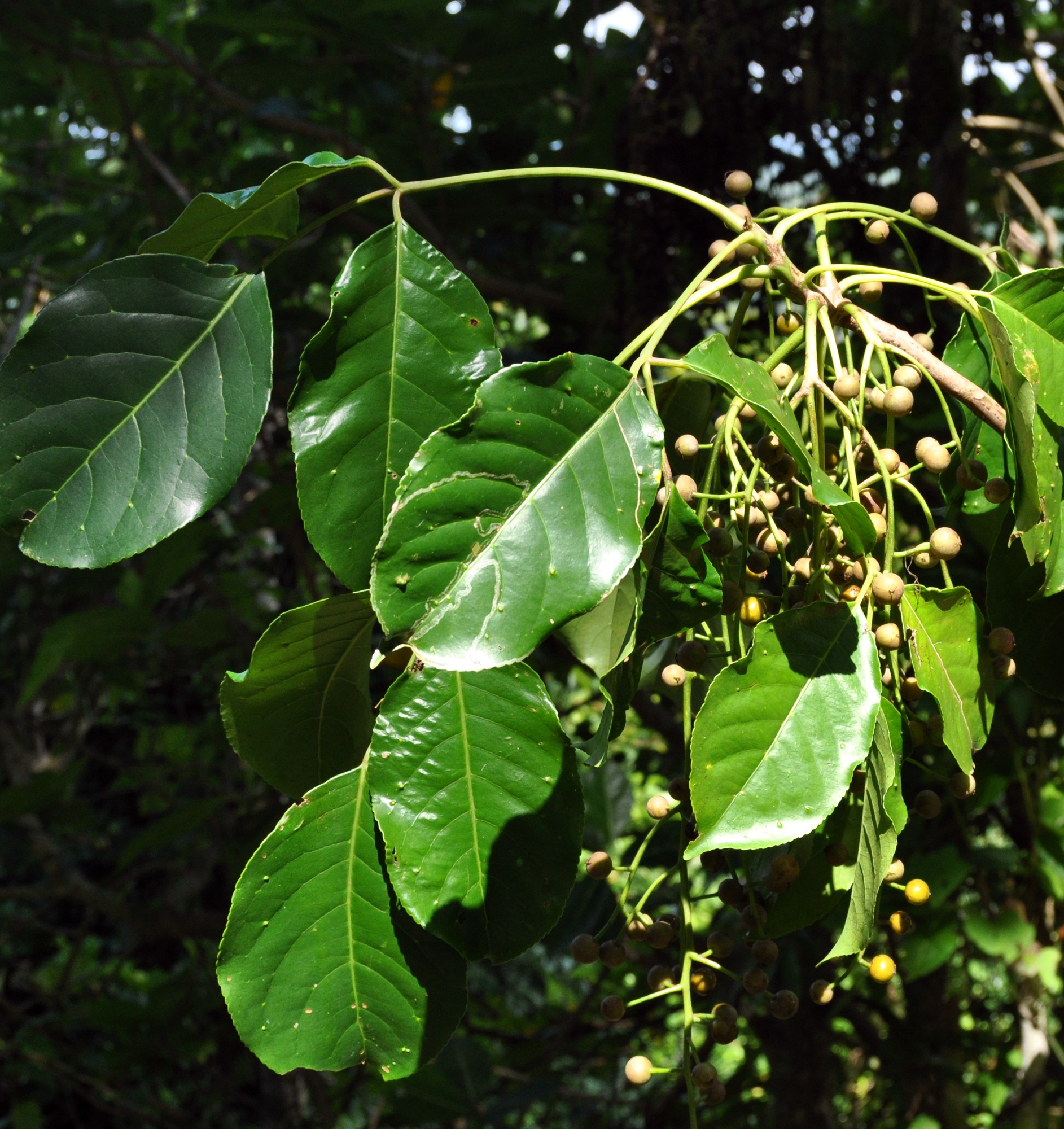
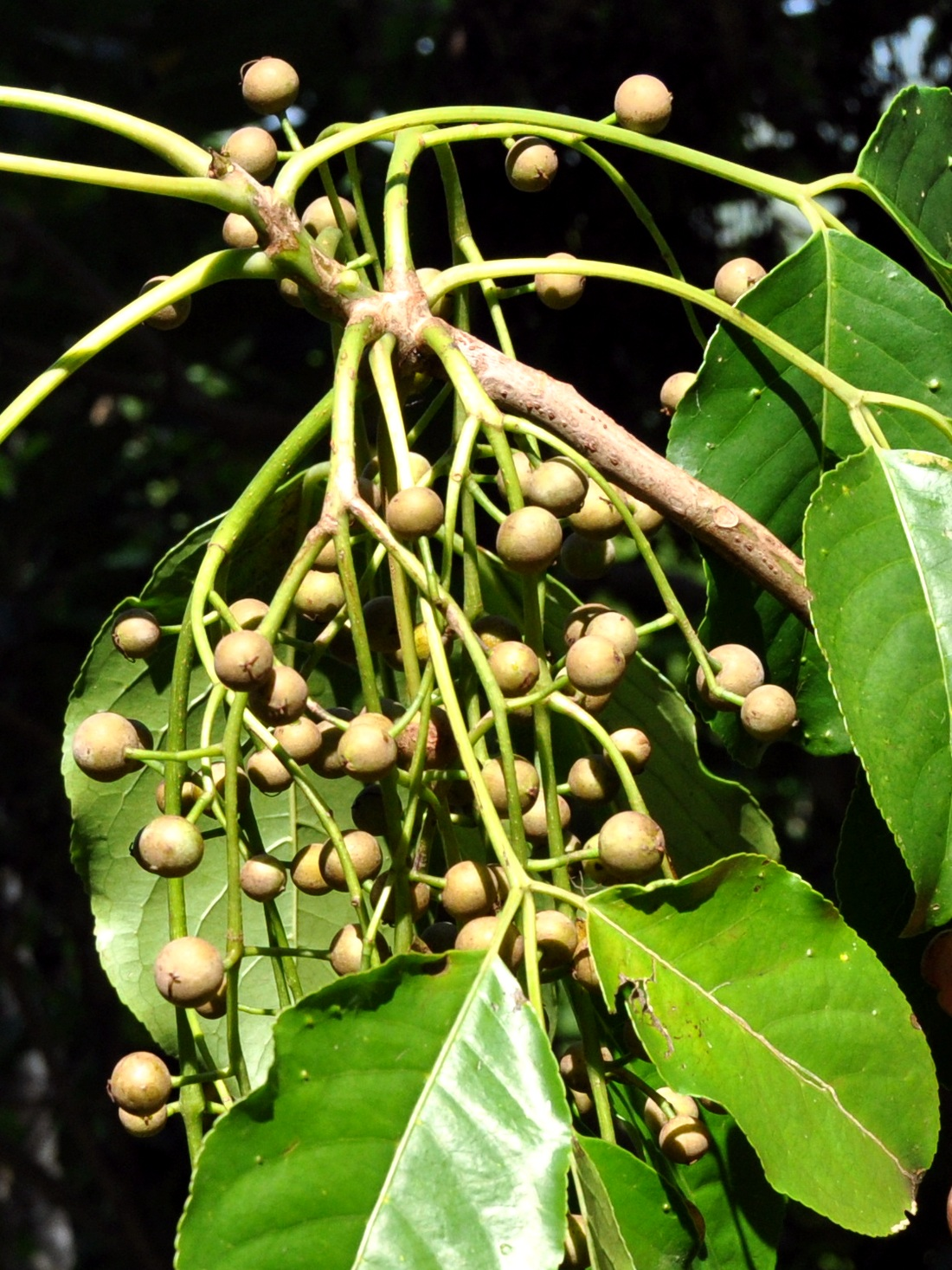
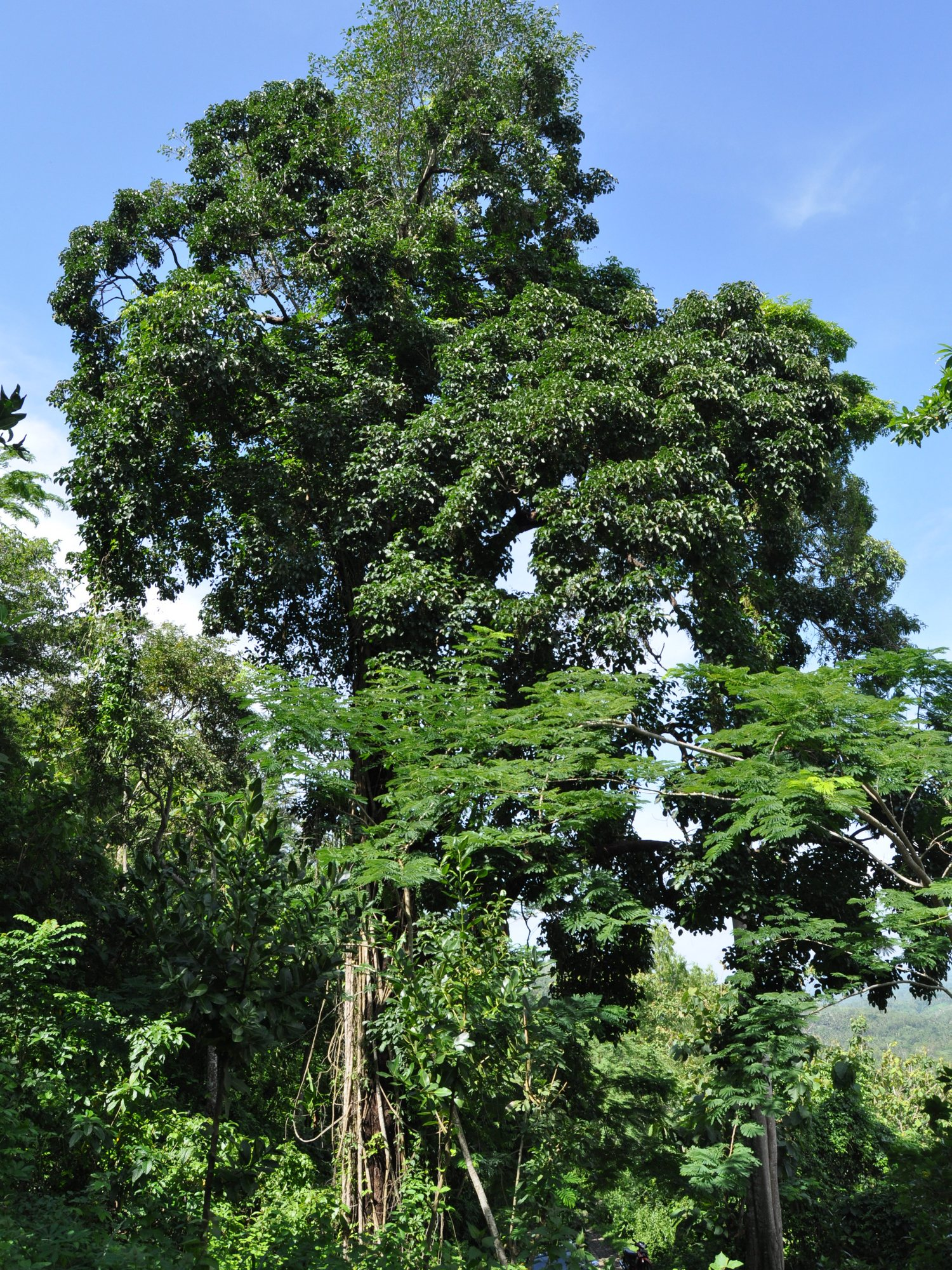
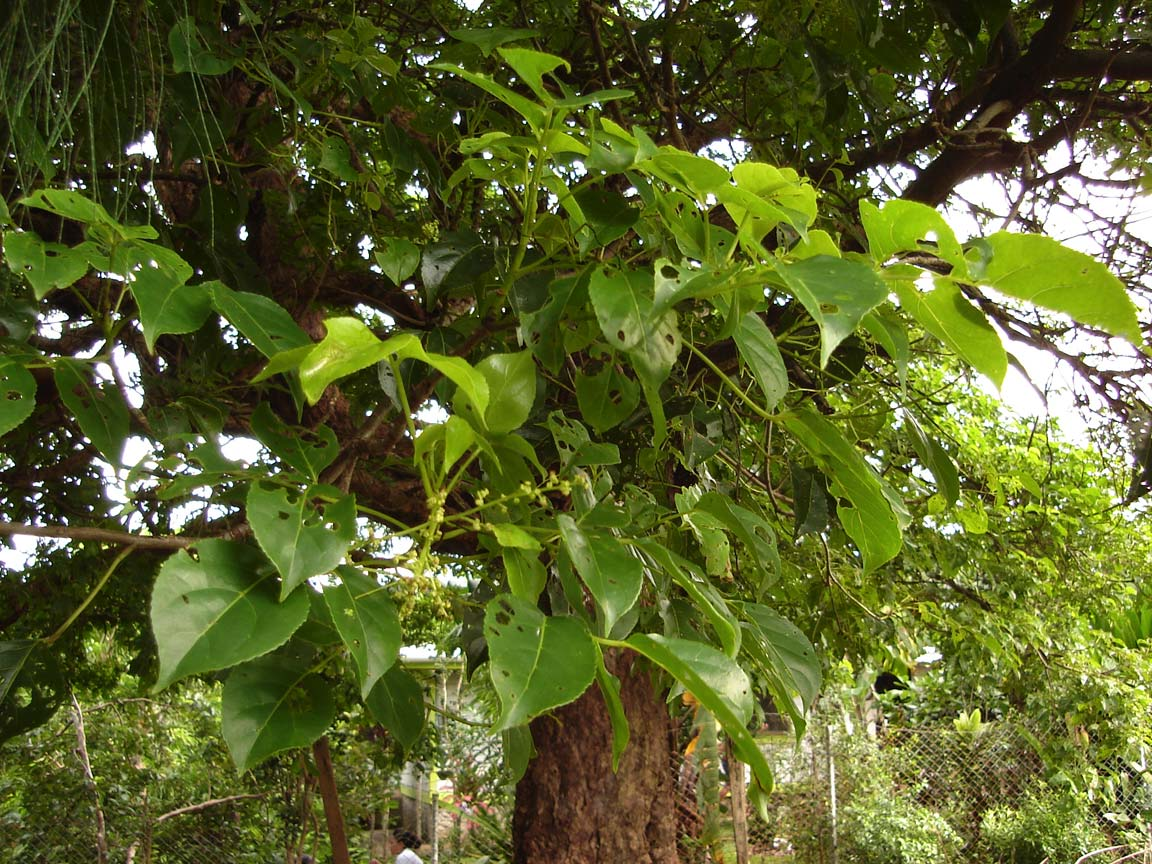
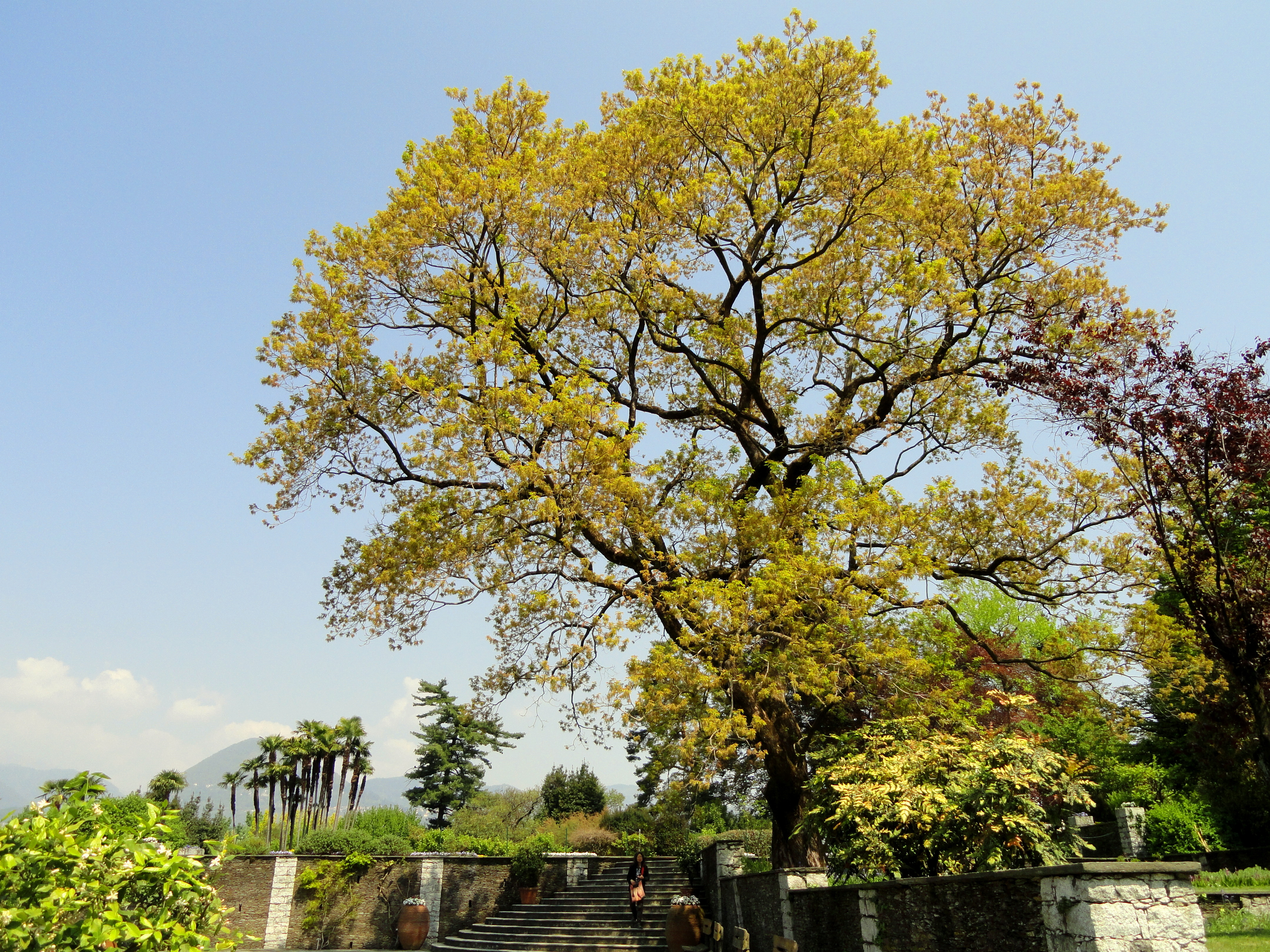
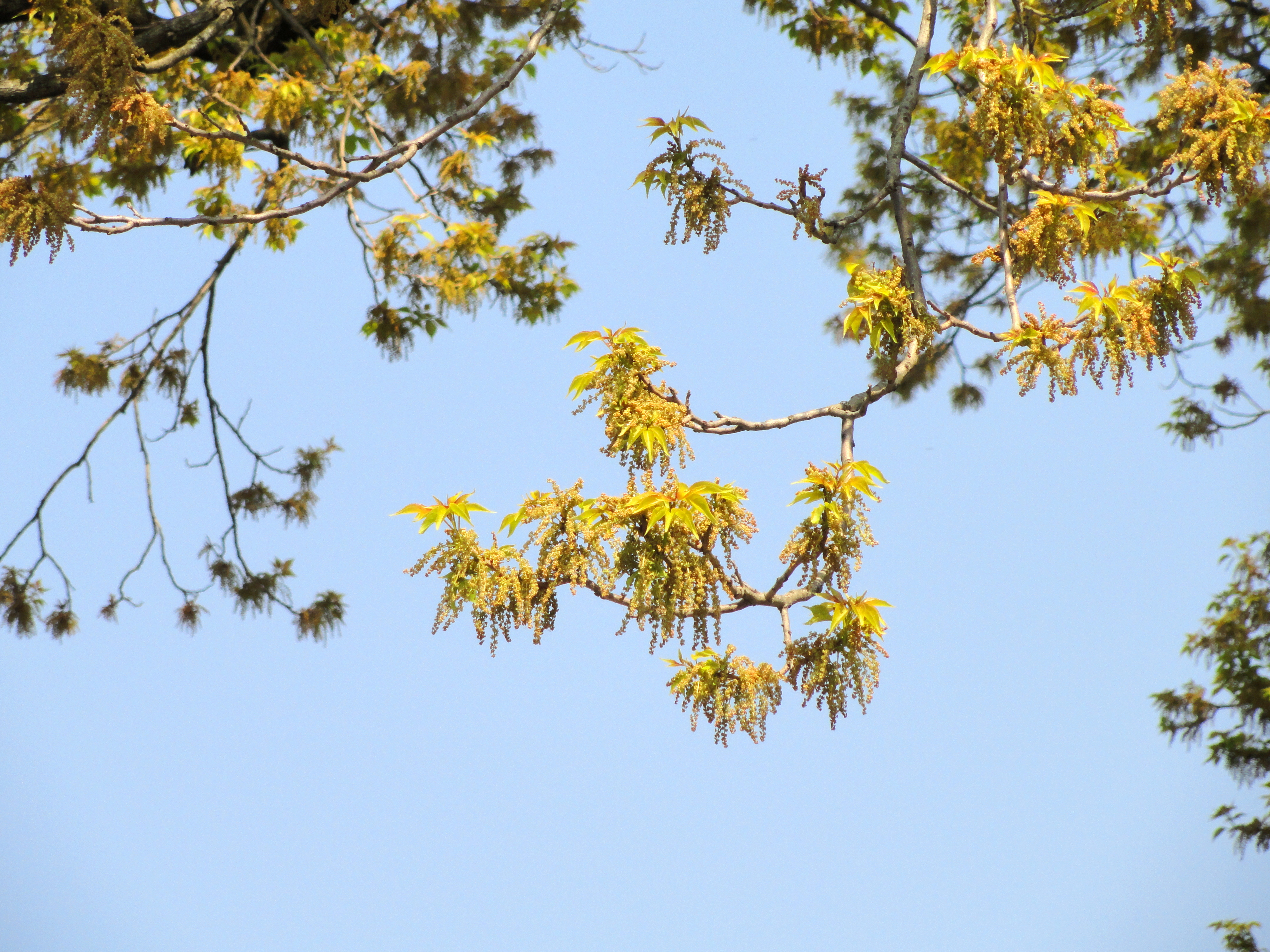